# Phelipara philippinensis
Phelipara philippinensis är en skalbaggsart som beskrevs av Stefan von Breuning 1980. Phelipara philippinensis ingår i släktet Phelipara och familjen långhorningar.
Artens utbredningsområde är Filippinerna. Inga underarter finns listade i Catalogue of Life.